# Jiří V. Svoboda
Jiří Václav Svoboda, často uváděn jako Jiří V. Svoboda, přezdívky JVS a JéVé (27. března 1924, Brémy, Německo – 13. února 1981, Praha) byl český překladatel a básník. Překládal z ruštiny, francouzštiny, němčiny, slovenštiny, litevštiny a ukrajinštiny; psal také poezii, především pro děti.

## Život
V letech 1946–1951 byl redaktorem Mladé fronty, 1951–1962 šéfredaktorem Mateřídoušky, od roku 1969 byl zaměstnán jako překladatel ve Výzkumném ústavu mlékárenském. Nejvíce překladů provedl z ruštiny, především Samuila Jakovleviče Maršaka. Podle vzpomínek Ivana Wernische a jiných, uveřejněných v časopise Babylon, měl dlouholeté problémy s alkoholem. Michal Matzenauer uvádí: „On měl takový týdenní cyklus, ve dvě, ve tři dorazil domů, vzbudil svou ženu Alenku s tím, že si ji vzal, aby mu dělala teplý večeře a v půl pátý ráno už zase vyrážel k Tatrovce, kde otevírali v pět ráno (...).“ Karel Oujezdský na něj vzpomíná mj. takto: „ ... vstával třeba už o půl pátý ráno a než šel do práce, v hospodě U Váhy na Smíchově si dal tři, čtyři i pět piv. (...) Nevím, jestli byl alkoholik, ale každopádně to byl hrdina, kterej si raději přivstal, aby tu hladinku v krvi udržel.“
Prostřední jméno Václav si údajně přidal v 50. letech, aby měl stejné iniciály jako J. V. Stalin, později se k tomu ale nehlásil a tvrdil, že to bylo podle jeho oblíbeného básníka J. V. Sládka.

## Dílo

### Poezie pro dospělé
- Vějířem větru (1943)
- Lomikámen (1945)
- Lidice (1946)
- Pro radost (1949)
- Přes kameny (1954)
- Svět o jedné neznámé (1958)
- Dobré ráno (1962)
- Těžká krev (1963)
- Zemská tíže (1965)

### Poezie pro děti
- A to je ta krásná země (1952) – budovatelská poezie pro mladší děti (poslední dva obrázky v knize jsou podobenka Klementa Gottwalda a pohraničník střežící hranice, aby „nedoletěl z Ameriky / žádný letec s bombami!“)
- Papírová lodička (1963) - básničky pro děti od 6 let.

### Překlady
z ruštiny
- K. I. Čukovskij: Doktor Bolíto a jiné veselé pohádky: Pro předškolní věk (Albatros 1970)

### Ostatní práce
- Francouzština pro stavební fakultu (1968, s M. Zoubkem)